# Эбит Г. Аде
Эбит Г. Аде (индон.  Ebiet G. Ade); (21 апреля 1954, Вонодади, Центральная Ява) — индонезийский бард. Наст. имя Абид Гоффар Абу Джафар (индон.  Abid Ghoffar Aboe Dja'far).

## Краткая биография
Научился игре на гитаре у старшего брата Закира, когда занимался в начальной школе. В 1965 г. вместе с ним и несколькими друзьями организовал музыкальную группу «Канарейка» (Band Kenari) и выступал с ней на местных праздниках. В 1974 г. окончил среднюю школу в Джокьякарте. Состоял в организации Учащиеся мусульмане Индонезии. В 1975 уехал в Джакарту, работал там на стройке.

## Творчество
В 1976 г. вернулся в Джокьякарту, где стал сочинять песни (первая — «Никто» на стихи американской поэтессы XIX века Эмили Дикинсон). Основные жанры песен: поп, баллады, кантри. Выступления с концертами по другим городам Индонезии снискали ему популярность, что позволило ему в 1978 г. заключить контракт со студией звукозаписи Jackson Record. Здесь с 1979 по 1986 гг. были записаны 9 альбомов Его первый альбом «Камелия» разошёлся тиражом в 2 млн экз..
Начиная с 1987 г. он стал записывать альбомы на собственной студии EGA Records, а также на более крупных звукозаписывающих студиях страны: Musica, BMG Indonesia и Trinity Optima. В 2006 г. 11 альбомов Эбита были изданы на компакт-дисках в Малайзии. Всего им издано более 20 студийных альбомов. Его песни включены также в 25 сборных альбомов.
Он никогда не записывал и не издавал песни других авторов, за исключением «Surat Dari Desa» (Письмо из деревни), написанной Одингом Арналди и включённой в сборник 1987 г., а также «Mengarungi Keberkahan Tuhan» (Жить милостью божию) (2007), написанной в соавторстве с бывшим президентом Индонезии Сусило Бамбангом Юдойоно.

## Награды
- Две песни Эбит Г. Аде вошли в 2009 году в список индонезийской версии американского журнала Rolling Stone лучших индонезийских песен всех времён[5].
- Премия Ахмада Бакри (2017)

## Семья
- Жена Куспуджи Рахаю (Яюк) Сугианто (с 1982).
- Трое сыновей и одна дочь (Abietyasakti Ksatria Kinasih, Adaprabu Hantip Trengginas, Byatriasa Pakarti Linuwih, Segara Banyu Bening)

## Дискография
•	Camellia I (1979)
•	Camellia II (1979)
•	Camellia III (1980)
•	Camellia 4 (1980)
•	Langkah Berikutnya (1982)
•	Tokoh-Tokoh (1982)
•	1984 (1984)
•	Zaman (1985)
•	Isyu! (1986)
•	Menjaring Matahari (1987)
•	Sketsa Rembulan Emas (1988)
•	Seraut Wajah (1990)
•	Kupu-Kupu Kertas (1995)
•	Cinta Sebening Embun (1995)
•	Aku Ingin Pulang (1995)
•	Gamelan (1998)
•	Balada Sinetron Cinta (2000)
•	Bahasa Langit (2001)
•	In Love: 25th Anniversary (2007)
•	Masih Ada Waktu (2008)
•	Serenade (2013)